# Миркин, Яков Моисеевич
Я́ков Моисе́евич Ми́ркин (род. 6 февраля 1957, Москва, РСФСР, СССР) — российский экономист, профессор, доктор экономических наук, разработчик структуры и базовых программ высшего образования в области рынка ценных бумаг. Колумнист российских изданий Forbes, Republic.ru, «Российской газеты», «Банковское обозрение» и «Эксперт». Создатель электронной финансовой библиотеки «Mиркин.ру».

## Биография
В 1979 году окончил Московский финансовый институт по специальности «Финансы и кредит». В 1989 году защитил кандидатскую диссертацию. С 2003 года — доктор экономических наук. В 2004 году присвоено учёное звание профессора.
В годы Советского Союза работал в системе Государственного Банка СССР.
- С 1989 года по 2022 год — преподавательская деятельность в Московском финансовом институте (сейчас — Финансовый университет при Правительстве РФ). В 1993—2008 годах заведовал кафедрой «Ценные бумаги и финансовый инжиниринг». В 2008 году стал директором, а затем научным руководителем Института финансово-экономических исследований Финансового университета при Правительстве РФ.
- С 2007 по 2016 год — научный руководитель Международной Школы Бизнеса при Финансовом Университете.[5]
- С 2009 года по 2022 год — заведующий Отделом международных рынков капитала Института мировой экономики и международных отношений РАН[6].
- С 2010 года по 2016 год — председатель комитета по финансовым рынкам и кредитным организациям Торгово-промышленной палаты РФ, Банки России, «Деловая Россия», РСПП.
- С 2016 года по 2017 год — научный руководитель Международной Школы Бизнеса и Технологий НИТУ «МИСиС».
- С 2004 года по март 2018 года — председатель Совета директоров АО «ИК „Еврофинансы“».
- С 2017 года — глава научного совета «Института экономики роста им. П. А. Столыпина».
- С апреля 2018 года — член правления Вольного экономического общества России.

Член совета Национальной фондовой ассоциации, Биржевого совета ММВБ (до августа 2010 года), Восточноевропейского комитета Международной ассоциации рынков капитала (до 2012 года), член Экспертно-консультативной группы Счётной палаты РФ (до 2010 года), экспертных комитетов, созданных в Государственной Думе РФ (до 2017 года).

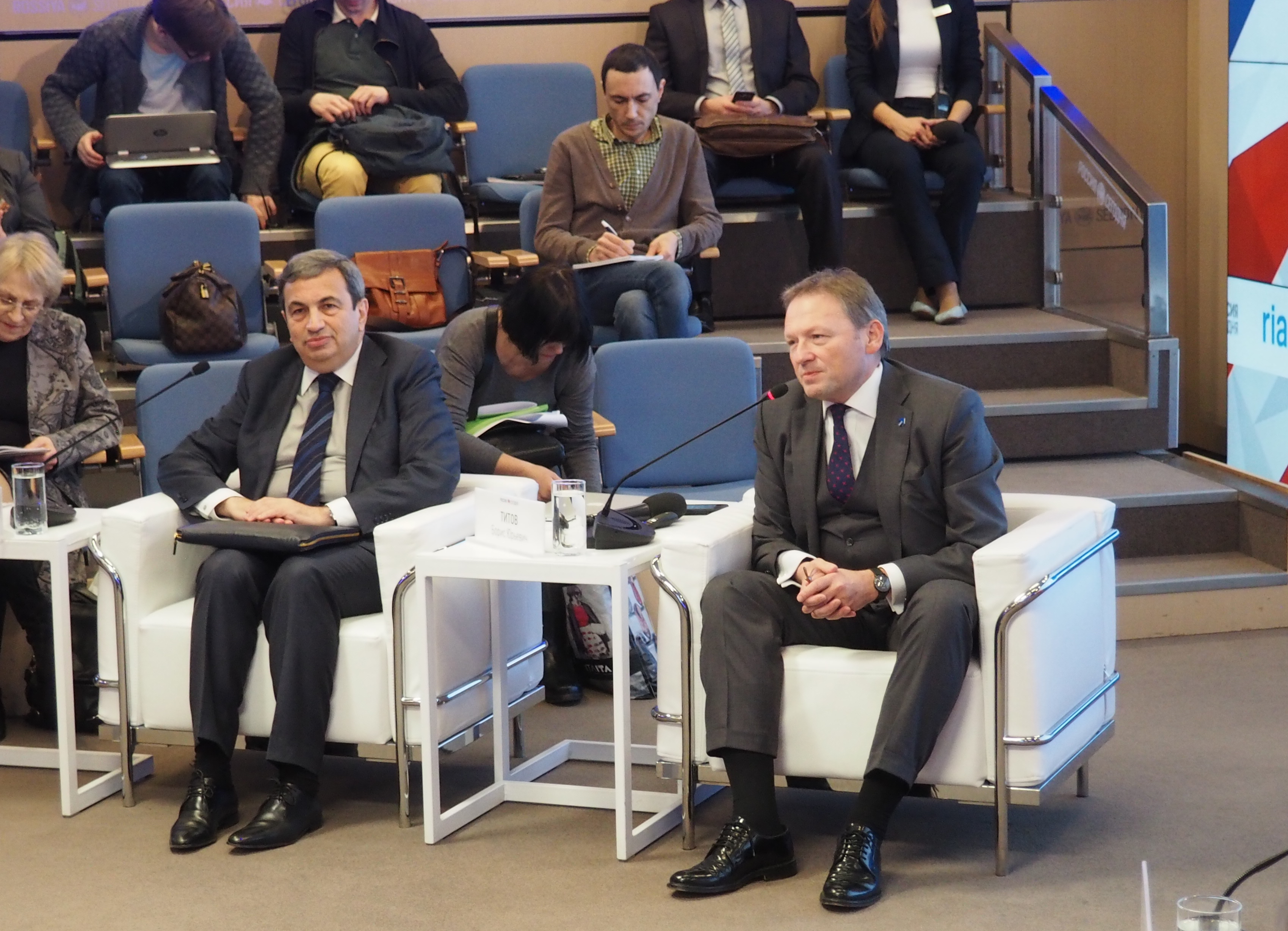
Яков Миркин и уполномоченный при президенте РФ по правам предпринимателей Борис Титов на пресс-конференции, посвященной экономической программе «Стратегия роста»

Соавтор экономической программы «Стратегия роста», разработанной Институтом экономики роста им. П. А. Столыпина.
В период с 2017 по 2022 год являлся членом Экспертного совета по регулированию, методологии внутреннего аудита, внутреннего контроля и управления рисками в Банке России и финансовых организациях.
25 июля 2019 года Федеральный общественно-государственный фонд по защите прав вкладчиков и акционеров был уведомлен о государственной регистрации изменений, внесенных в учредительные документы Фонда . В соответствии с решением Совета Фонда (протокол от 02 апреля 2019 года № 34), был утвержден состав Попечительского совета Фонда, в который вошёл Миркин Яков Моисеевич.

## Награды
- Лауреат Премии Президента РФ в области образования (1999).[9]
- Заслуженный экономист Российской Федерации.
- Лауреат Всероссийской премии финансистов «Репутация» 2012 года в номинации «Учёный года»[10].
- 11 ноября 2017 года в Государственном Кремлёвском дворце Миркин Яков Моисеевич был награжден премией «Экономист года»[11] в составе авторов «Стратегии роста».
- Лауреат общественной премии «Экономическая книга года» Вольного экономического общества России[12], книга «Правила бессмысленного финансового поведения» (2019 г).

### Монографии
- Banken in globalen und regionalen Umbruchsituationen, Schaffer-Poeschel Verlag Stuttgart. 1997 (в соавторстве).
- Handbuch Europaisher Kapitalmarkt. Wiesbaden, Gabler. 2001 (в соавторстве).
- Рынок ценных бумаг России: воздействие фундаментальных факторов, прогноз и политика развития. — М.: «Альпина Паблишер», 2002. — 624 с. — ISBN 5-94599-029-9.
- Руководство по организации эмиссии и обращения корпоративных облигаций / Миркин Я. М., Лосев С. В., Рубцов Б. Б., Добашина И. В., Воробьева З. А. — М.: «Альпина Паблишер», 2004. — 536 с. — ISBN 5-9614-0073-5.
- Правонарушения на финансовом рынке: выявление, анализ и оценка ущерба / Миркин Я. М., Зубков И. В., Росляк Ю. В. — М.: «Альпина Паблишер», 2007. — 880 с. — ISBN 978-5-9614-0635-1.
- Национальный доклад. Риски финансового кризиса в России. Факторы, сценарии и политика противодействия. — М.: Финансовая академия при Правительстве РФ, 2008. — 140 с. — ISBN 978-5-7942-0566-4.
- Финансовое будущее России: экстремумы, бумы, системные риски.— М.: Гелеос, Кэпитал Трейд Компани, 2011. — 496 с. — ISBN 978-5-412-00252-1.
- Цены на нефть: анализ, тенденции, прогноз (в соавторстве). — М.: Энергия, 2013. — 344 с. — ISBN 978-5-98908-110-3
- Финансовый конструктивизм. — М.: Лингва-Ф, 2014. — 360 с. — ISBN 978-5-91477-022-5.
- Международная практика прогнозирования цен на финансовых рынках (сырье, акции, курс валют) (в соавторстве). — М.: Магистр, 2014. — 456 с. — ISBN 978-5-9776-0364-5.
- Финансовые стратегии модернизации экономики: мировая практика (в соавторстве). — М.: Магистр, 2014. — 496 с. — ISBN 978-5-9776-0358-4.
- 1971—2025: курсы валют, мировые цены на сырье, курсы акций (в соавторстве). — М.: Магистр, 2015. — 592 с. — ISBN 978-5-9776-0405-5.
- Развивающиеся рынки и Россия в структуре глобальных финансов: финансовое будущее, многолетние тренды. — М.: Магистр, 2015. — 176 с. — ISBN 978-5-9776-0402-4.
- Кризис реальности. Реальный кризис. Головоломки. Ломка голов. — М.: Магистр, 2016. — 720 с. — ISBN 978-5-9776-0404-8.
- Финансовые рынки Евразии: устройство, динамика, будущее (в соавторстве). — М.: Магистр, 2016. — 384 с. — ISBN 978-5-9776-0392-8.
- Механизмы стимулирования сверхбыстрого роста: мировая практика. / Под редакцией проф. Я. М. Миркина — М.: Магистр, 2018. — 480 с. — ISBN 978-5-9776-0495-6.
- Глобальныe финансы: будущее, вызовы роста (в соавторстве). ИМЭМО РАН. — М.: Лингва-Ф, 2019. — 192 с. — ISBN 978-5-91477-053-9.
- Открытая дверь. — М.: Лингва-Ф, 2018. — ISBN 978-5-91477-040-9.
- Правила бессмысленного финансового поведения. — М.: Издательство АСТ, 2018. — ISBN 978-5-17-109351-8.
- Прогулка с драконом. — М.: Лингва-Ф, 2019. — ISBN 978-5-91477-045-4.
- Правила неосторожного обращения с государством. — М.: Издательство АСТ, 2020. — ISBN 978-5-17-121185-1.
- Краткая история российских стрессов. Модели коллективного и личного поведения в России за 300 лет. — М.: Издательство АСТ, 2023. — 320 с.: ил.

### Учебные пособия
- Ценные бумаги и фондовый рынок. Профессиональный курс в Финансовой академии при Правительстве РФ. — М.: Перспектива, 1995. — 536 с.
- Основы государственного регулирования финансового рынка. Зарубежный опыт. Учебное пособие для юридических и экономических вузов / Рот А., Захаров А., Миркин Я., Бернард Р., Баренбойм П., Борн Б. — М.: Юстицинформ, 2002.
- Статистика финансовых рынков: учебник / Я. М. Миркин, И. В. Добашина, В. Н. Салин. — М.: Кнорус, 2016. — 250 с. — ISBN 978-5-406-05214-3.

### Словари
- Англо-русский толковый словарь по банковскому делу, инвестициям и финансовым рынкам / Миркин Я. М., Миркин В. Я. — М.: «Альпина Паблишер», 2006. — 424 c. — ISBN 5-9614-0270-3.
- Англо-русский словарь по финансовым рынкам. 2-е изд. / Миркин Я. М., Миркин В. Я. — М.: «Альпина Паблишер», 2008. — 784 c. — ISBN 978-5-9614-0831-7.